# Delia glabritheca
Delia glabritheca este o specie de muște din genul Delia, familia Anthomyiidae. A fost descrisă pentru prima dată de Huckett în anul 1966.
Este endemică în California. Conform Catalogue of Life specia Delia glabritheca nu are subspecii cunoscute.